# GoldenEye (singolo)
GoldenEye è un brano musicale interpretato da Tina Turner, per la colonna sonora del film di James Bond del 1995 GoldenEye.
La canzone è stata scritta specificatamente per la Turner da Bono e The Edge degli U2, quando hanno appreso la notizia che le era stato offerto di cantare il tema del nuovo film su James Bond, ed il brano sarebbe stato prodotto e mixato dal celebre produttore/compositore Nellee Hooper, conosciuto per i suoi lavori con i Massive Attack, Madonna, Björk e gli stessi U2.
Il brano GoldenEye è diventato uno dei singoli di maggior successo di Tina Turner, raggiungendo la posizione numero 10 della classifica inglese ed entrando in top 5 di quasi tutte le classifiche d'europa. Il celebre DJ, David Morales, ha realizzato un remix della canzone, ulteriormente remixata da Dave Hall che l'ha proposta con un suono più urban. Entrambi i remix sono stati inclusi nel CD singolo pubblicato in europa.
GoldenEye è stata inserita anche nell'album di Tina Turner Wildest Dreams.

## Tracce
Singolo CD maxi
1. GoldenEye (Single Edit) – 3:31
2. GoldenEye (A/C Mix) – 4:02
3. GoldenEye (Urban A/C Mix by Dave Hall) – 4:58
4. GoldenEye (Club Edit by Dave Morales) – 4:25

### Versioni ufficiali e remix
1. Soundtrack Album Version/Wildest Dreams Album Version (Stati Uniti) – 4:43
2. Single Edit/Wildest Dreams Album Version (Europa) – 3:31
3. A/C Mix – 4:02
4. Urban A/C Mix by Dave Hall – 4:58
5. Club Edit by David Morales – 4:02
6. Morales Club Mix – 10:00
7. Morales 007 Dub – 9:37
8. Morales Dub of Bond – 5:36
9. Video Edit – 3:20

## Classifiche
| Classifica(1995)  | Posizione più alta |
| ----------------- | ------------------ |
| Francia           | 2                  |
| Polonia           | 2                  |
| Europa            | 3                  |
| Finlandia         | 3                  |
| Svizzera          | 3                  |
| Austria           | 5                  |
| Belgio (Wallonia) | 6                  |
| Italia            | 6                  |
| Svezia            | 6                  |
| Belgio (Flanders) | 9                  |
| Germania          | 9                  |
| Norvegia          | 9                  |
| Regno Unito       | 10                 |
| Irlanda           | 15                 |
| Paesi Bassi       | 15                 |
| US Dance          | 22                 |
| US R&B            | 89                 |
| Australia         | 99                 |
| US Hot 100        | 102                |